# Eutrope d'Orange
Pour les articles homonymes, voir Saint Eutrope.
Eutrope, en latin Eutropius, fut évêque d'Orange, au Ve siècle.

## Biographie
Né à Marseille sous le règne de l'empereur romain Honorius (395-423), il est issu d'une famille riche et noble. À la mort de sa femme, il se tourne vers Dieu sans modération, ce qui lui vaut d'être remarqué par l'évêque de Marseille Eustasius, qui lui propose alors d'entrer dans son clergé. Après plusieurs refus, Eutrope finit par accepter et se retrouve ordonné diacre.
En 463, après la mort de Juste, l'évêque d'Orange, il fut élu à l'unanimité pour être son successeur. Arrivé sur place, il fut effrayé par l'ampleur du travail qu'il allait lui falloir accomplir et prit la fuite. Un homme de Dieu nommé Aper arriva alors à le convaincre d'y retourner et de se consacrer à sauver son troupeau.
La vie qu'il mena alors le temps de son épiscopat, soit environ douze ans, fut extrêmement dure. Tout en administrant les paroissiens d'une cité en reconstruction, il n'hésitait pas à se consacrer à de nombreuses tâches manuelles, tantôt dans un champ où il peinait lui-même à la charrue, tantôt sur un chantier de construction où il portait des pierres même lorsque les autres ouvriers prenaient leur repas.
Sa Vita lui prête divers miracles : délivrance d'un possédé, guérison d'un païen estropié après avoir été frappé par la foudre, arrêt d'un incendie par la prière... On l'y voit également harcelé par le diable, lequel, une nuit, va jusqu'à lui voler son baluchon, et se montrera à lui seul au moment de son agonie, assis sur la planche servant de lit à Eutrope, mais s'évanouira dès que le saint l'apostrophera en invoquant Dieu.
Eutrope participa aux conciles d'Arles en 463 et en 475. 
Il mourut le 27 mai 475 et fut enseveli dans la basilique Saint-Julien-d'Antioche qu'il avait lui-même fait bâtir. 
Aux alentours de l'an 500, son successeur Verus écrivit sa Vie (BHL 2782) et rédigea aussi son épitaphe. 
Dans le recueil de lettres de Sidoine Apollinaire, une est adressée à Saint Eutrope (Epist., VI, 6 ; datée de Clermont, hiver 471-472), mais ne nous apprend pas grand-chose sur le personnage.

## Représentation
Le vitrail, datant du XIXe siècle, au niveau de l'abside de la cathédrale Notre-Dame-de-Nazareth d'Orange, le représente.

## Reliques
La majeure partie de ses reliques reposent en la cathédrale d'Orange. Un reliquaire se trouve également dans l'église paroissiale Saint-Michel-et-Saint-Hippolyte de Reilhanette dans la Drôme.  